# 佟晨洁
佟晨洁（1981年12月3日—），中國模特、演员，生於上海。
2000年初，佟晨洁开始职业模特生涯。2001年，佟晨洁获沙宣上海国际时装模特大赛季军及莱卡风尚模特大奖。她还登上《VOGUE》中国创刊号封面。
2011年，佟晨洁出演个人首部电影《紫宅》。後來相繼出演《决战前》、《锦绣缘华丽冒险》、《风再起时 (电视剧)》、《上海女子图鉴》、《警察故事2013》、《繁花》等電視劇和電影。
佟晨洁在小宇宙上開了一個名為《佟晨洁的正常生活》的播客。

## 個人生活
2004年12月，佟晨洁與謝暉結婚。2011年，佟晨洁與谢晖離婚。2014年11月8日，佟晨洁與魏巍結婚。